# NRP Espadarte (1913)
Pour les autres navires du même nom, voir NRP Espadarte.
Le NRP Espadarte (« Espadon » en portugais) est le premier sous-marin moderne de la marine portugaise. Précédé par le Plongeur qui a été abandonné en 1910, le NRP Espadarte a été construit à la base navale de La Spezia, en Italie, à partir de 1910 et il a été lancé en 1912. Le sous-marin a servi de base à la création de la 1er escadrille de sous-marins de la marine portugaise. Le NRP Espadarte a été abandonné en 1931.

## Conception
Le NRP Espadarte avait une longueur de 45,1 m, un maître-bau de 4,2 m, un tirant d'eau moyen de 2,9 m et un tirant d’eau maximal de 3,0 m. Le bateau avait un déplacement standard de 249 tonnes en surface et 300 tonnes en immersion. Pour la navigation en surface, le sous-marin était propulsé par deux moteurs Diesel Fiat à 6 cylindres, d’une puissance nominale de 550 ch (410 kW), entraînant deux arbres d'hélice. En immersion, la propulsion reposait sur deux moteurs électriques d’une puissance nominale de 300 ch (220 kW). Le sous-marin avait une vitesse maximale de 13,8 nœuds (25,6 km/h) et un rayon d'action maximal de 1 500 milles marins (2 800 km) à 8,5 nœuds (15,7 km/h).
Le sous-marin était armé de deux tubes lance-torpilles situés à l’avant, tirant des torpilles de 18 pouces (457 mm). Il transportait quatre torpilles. Le NRP Espadarte avait un équipage de 21 officiers et matelots.

## Engagements
Le sous-marin a été construit à la base navale de La Spezia, en Italie, de 1910 à 1913. Le Espadarte a été lancé le 5 octobre 1912 et mis en service sous le règne de Manuel II,. Le submersible est arrivé pour la première fois à Lisbonne le 5 août 1913. Le NRP Espadarte a donné naissance à la 1ère escadrille de sous-marins de la marine portugaise, qui a servi pendant la Première Guerre mondiale. Le Espadarte a été abandonné en 1931.